# سان بارتولومه د تیراخانا
سان بارتولومه د تیراخانا (به اسپانیایی: San Bartolomé de Tirajana) یک دهستان در اسپانیا است که در گران کاناریا واقع شده‌است. سان بارتولومه د تیراخانا ۳۳۳٫۱۳ کیلومتر مربع مساحت و ۵۶٬۶۹۸ نفر جمعیت دارد.

## خواهرخوانده
شهرهای آلاخوئلا و الچه خواهرخوانده‌های سان بارتولومه د تیراخانا هستند.